# Großbeeren
Grossbeeren est une commune allemande de l'arrondissement de Teltow-Fläming, Land de Brandebourg.

## Géographie
Großbeeren se situe dans le Bas Flamain. Son territoire comprend une zone de paysage protégée.
La commune comprend les quartiers de Großbeeren, Neubeeren, Diedersdorf, Heinersdorf et Kleinbeeren.
|            | Berlin-Marienfelde | Berlin-Lichtenrade  |
| Teltow     | Großbeeren         |                     |
| Stahnsdorf | Ludwigsfelde       | Blankenfelde-Mahlow |

## Histoire
Großbeeren est mentionné pour la première fois en 1271. Le nom fait référence à la maison de Beeren (de) qui règne du XIVe siècle au début du XIXe siècle. Le dernier écuyer de cette famille aristocratique, Hans Heinrich Arnold von Beeren, meurt en 1812 et devient connu sous le nom de « l'esprit des baies » par Wanderungen durch die Mark Brandenburg de Theodor Fontane.
Le développement de Grossbeeren est marqué au cours des premiers siècles à plusieurs reprises par la dévastation guerrière et de nombreuses victimes parmi les habitants comme la guerre de Trente Ans et la guerre de Sept Ans où, en 1760, au cours de l'avancée des troupes russes et autrichiennes vers Berlin, l'église et de nombreuses maisons de Grossbeeren sont incendiées.

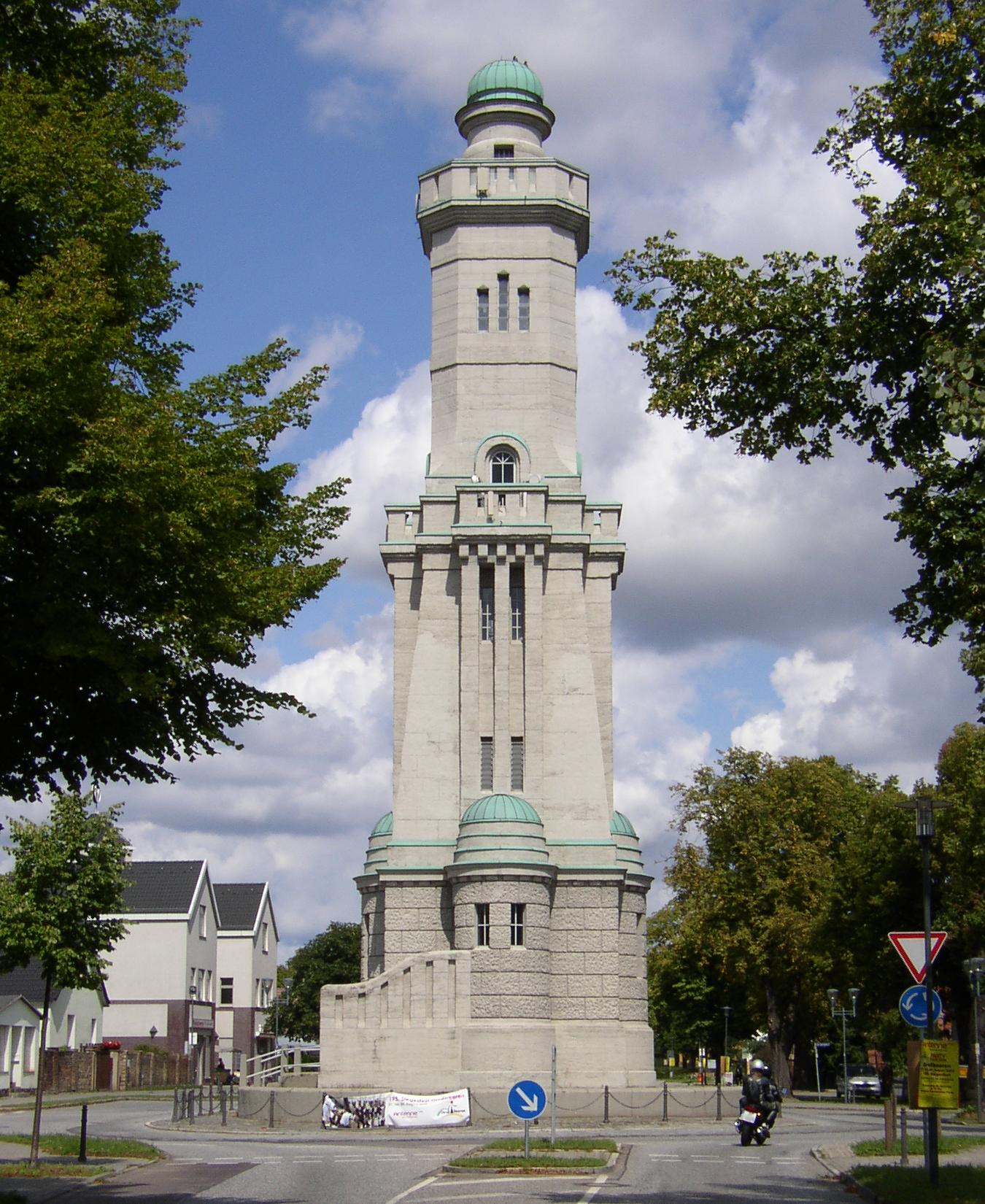
Tour commémorative de la bataille de Gross Beeren

Großbeeren est le lieu de la bataille le 23 août 1813, au cours de laquelle les troupes de la coalition prusso-russe du général von Bülow battent les troupes françaises et leurs alliés saxons, préservant ainsi Berlin de l'occupation par Napoléon.
La ville de Berlin achète le domaine de Großbeeren en 1881 et, dans les années suivantes, met en service un lit filtrant jusqu'à la fin du XXe siècle.
Pendant le Troisième Reich, la Gestapo crée en septembre 1942 un "camp d'éducation ouvrière" pour les opposants au nazisme et aux travailleurs forcés, qui compte jusqu'en avril 1945 environ 45 000 prisonniers, notamment Werner Seelenbinder. Au moins 1 197 prisonniers meurent, dont 340 de l'ex-Union soviétique, 334 de Pologne, 182 de France, 99 de Tchécoslovaquie, 40 de Belgique et 97 Allemands.
Le 23 avril 1945, Großbeeren est occupée par l'Armée rouge et appartient au territoire de la zone d'occupation soviétique en Allemagne de la fin de la Seconde Guerre mondiale jusqu'en 1949, puis à la République démocratique allemande. La frontière entre la RDA et Berlin-Ouest, située à quelques kilomètres au nord de Großbeeren, pousse Großbeeren après la construction du mur de Berlin, le 13 août 1961, dans une zone géographique périphérique. Après la fermeture vers Berlin-Ouest situé directement sur le domaine clôturé, Osdorf est démoli en 1961 - à l'exception d'une grange. Les habitants sont déplacés de force.
Quelques années avant la chute du mur de Berlin, une nouvelle route de desserte autoroutière du périphérique berlinois et un passage frontalier de Großbeeren sont prévus pour le trafic de transit à destination et en provenance de Berlin-Ouest. Ils sont abandonnés lors de la réunification en 1990.
Après la dissolution de l'amt de Ludwigsfelde fin 2001, Großbeeren redevient une commune indépendante.
Kleinbeeren fusionne avec Großbeeren en juillet 1950, Osdorf avec Heinersdorf en 2000 et Diedersdorf le 31 décembre 2001.

## Jumelage
- Lewin Kłodzki (Pologne)

## Infrastructures
Großbeeren se trouve à l'est de la Bundesstraße 101, directement reliée au sud de Berlin et à la Bundesautobahn 10 (périphérique sud) à l'intersection de Ludwigsfelde-Ost.
La gare de Großbeeren se situe sur la ligne de Berlin à Halle. Elle est aussi proche de la ligne de la grande ceinture de Berlin et de la gare de Genshagener Heide qui est fermée en 2012 pour la gare de Ludwigsfelde-Struveshof.

## Institutions
Au sud se trouvent l'Institut Leibniz pour la culture des plantes potagères et ornementales et le centre de formation en horticulture du Land du Brandebourg. Les deux exploitent de vastes champs de serre et extérieurs. Ouverte en 1936, L'institut succède à l'Institut de production végétale de l'Académie des sciences agricoles de la RDA, qui étudiait l'amélioration de la culture et du stockage des tomates, des concombres, des carottes et du chou.
Le centre de détention ultramoderne de l'état de Berlin, la prison de Heidering, ouvre le 21 mars 2013 dans le district de Großbeeren, avec 647 places de détention.

## Personnalités liées à la commune
- Johannes Reinhold (1897-1971), agronome.
- Peter-Jürgen Paschold (1946-2013), agronome.

## Source, notes et références
- (de) Cet article est partiellement ou en totalité issu de l’article de Wikipédia en allemand intitulé « Großbeeren » (voir la liste des auteurs).